# Paradisaea raggiana
El raggi (Paradisaea raggiana) también conocida como ave del paraíso ragiana, es una especie de ave paseriforme. Es uno de los miembros más grandes de la familia de las aves del paraíso, Paradisaeidae. Está ampliamente distribuida por el sur y el noreste de Nueva Guinea. A petición de Luigi Maria D'Albertis se nombró en honor del marqués Francis Raggi. El raggi es el ave nacional de Papúa Nueva Guinea, y aparece en la bandera del país y el escudo del país.

## Descripción
Presenta un marcado dimorfismo sexual mientras que los machos son de una longitud media de 71 cm y un peso 340 g, las hembras solo miden 30 cm y pesan alrededor de 200 g. El color pardo prácticamente uniforme de las hembras contrasta con el llamativo e iridiscente plumaje de los machos con la parte superior de la cabeza y cuello amarillos, garganta verde y pecho negro y con plumas pardas en las alas adornadas con largos penachos que dependiendo de la subespecie pueden variar de color entre el anaranjado blanquecino al rojizos. La subespecie nominal, P. r. raggiana tiene plumas de un rojo más intenso, mientras que la subespecie P. r. augustavictoriae del noreste y conocida también como ave del paraíso de la emperatriz de Alemania tiene plumas naranja rosáceo. Sus picos, al igual que sus patas, son grises y robustos. 
El sistema de cría del raggi es la poligamia. Los machos se reúnen en leks donde despliegan sus exhibiciones ante las hembras que los visitan. Allí hay perchas en lugares prominente que los machos se habrán disputado con los rivales. Las hembras suelen poner dos huevos rosáceos. 
Su dieta del raggi consiste principalmente de frutas y artrópodos. Esta especie es un importante dispersador de semillas de los árboles frutales de Nueva Guinea, y el principal para algunos árboles como el de la caoba y la nuez moscada.
Aunque ampliamente extendido y relativamente común en el bosque tropical de Nueva Guinea esta ave del paraíso se encuentra incluida en la Lista Roja de la UICN de especies amenazadas, con el estatus de preocupación menor. Y está catalogada en el apéndice II del CITES.

## Galería

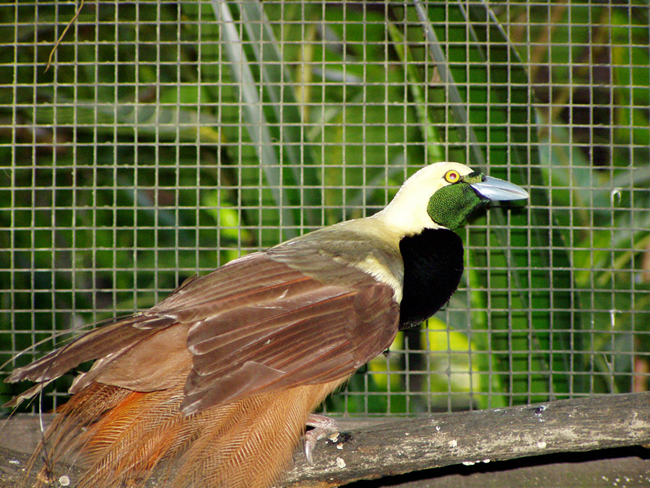
Lateral de un macho.
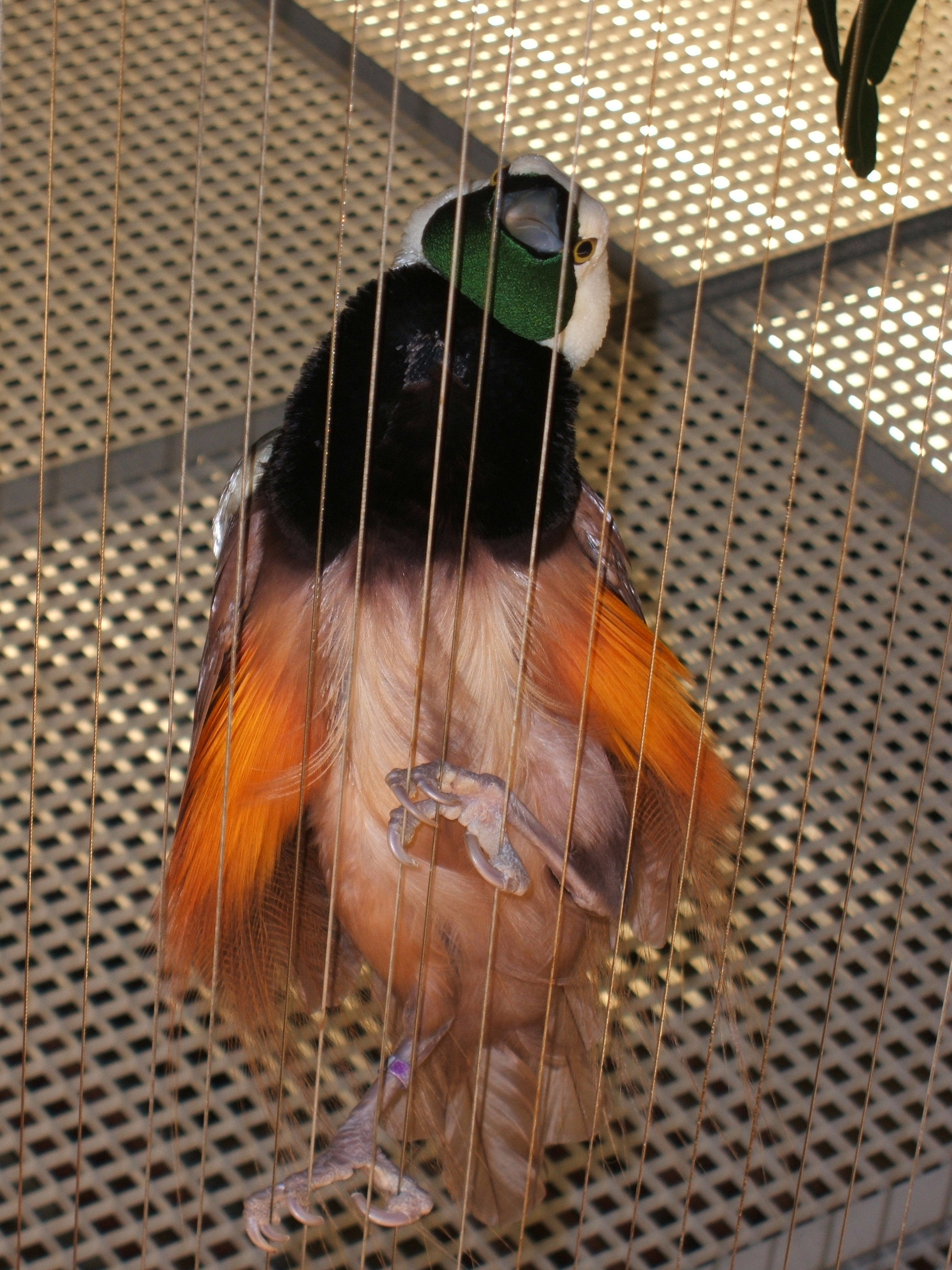
Frontal de un macho enjaulado en el zoológico Smithsonian.
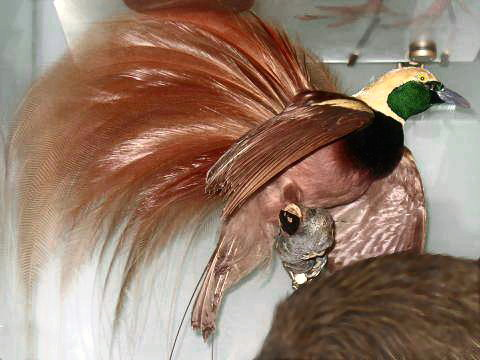
Macho disecado con las plumas desplegadas.